# Bachwürfel
A Bachwürfel (Bach Würfel, Bach-Würfel) egy csokoládéspecialitás, amely 1985-ben készült először, Johann Sebastian Bach születésének 300. évfordulójára. Alkotója, a Mozartkugel alkotójának dédunokája, Norbert Fürst, a salzburgi Bach Társaság (Salzburger Bachgesellschaft) felkérésének tett eleget.
Az édesség kávészemekből, mogyoróból és marcipánból áll. Darabonként is árulják, de négy darabot tartalmazó kis dobozokban is.